# مدرسة ثانوية فردوسي
مدرسة ثانوية فردوسي أو مدرسة محمدية هي مدرسة تاريخية تعود إلى القاجاريون، وتقع في تبريز.